# Аббатство Оксенхаузен
Имперское аббатство Святого Георгия в Оксенхаузене (нем. Reichsabtei St. Georg Ochsenhausen) — бывший бенедиктинский монастырь, располагавшийся в баден-вюртембергском городе Оксенхаузен (Верхняя Швабия); был основан в 1093 году как филиал монастыря Святого Власия. В период своего расцвета занимал площадь в двести пятьдесят пять квадратных километров и включал в себя почти девять тысяч объектов; был распущен в 1803 году.

## История и описание

### Основание и независимость
Исследователи связывали основание монастыря в Оксенхаузене с ростом франкского влияния в герцогстве Швабии в начале XI века. Около 1090 года (по некоторым данным — в 1093 году) франко-вельфские правители Вольфертшвендена Конрад, Хавин и Адельберт пожертвовали земли для основания монастыря в честь Святого Георгия, ставшего филиалом аббатства Святого Власия; в 1157 году основание было подтверждено Папой Римским Адрианом IV. В 1343 году монахи обратились к императору Людовику Баварскому, который поместил монастырь под защиту имперского города Ульм.
До периода правления аббата Георга Гайзенхофа монастырь был скромным сооружением: он состоял из трёх двухэтажных корпусов, которые образовывали площадь с церковью. В монастыре было только шесть отапливаемых комнат, трапезная — которую монахи использовали зимой в качестве рабочего кабинета — комнаты приора и проректора, помещение больницы с небольшой часовней Святого Духа, комната для гостей и сторожка. В этот период число монахов варьировалось от двадцати до сорока человек. В 1391 году, в связи с Великим западным расколом, Оксенхаузен стал самостоятельным аббатством: в то время как в период раскола монахи из Оксенхаузена оставались на стороне папы Урбана VI, «материнский» монастырь поддержал антипапу Климента VII. В результате, в 1388 году аббат, назначенный из аббатства Святого Власия покинул Оксенхаузен, а три года спустя Бонифаций IX официально закрепил независимость монахов в Оксенхаузене; 19 апреля 1392 года совет из семи монахов выбрал Николауса Фабера своим первым настоятелем.

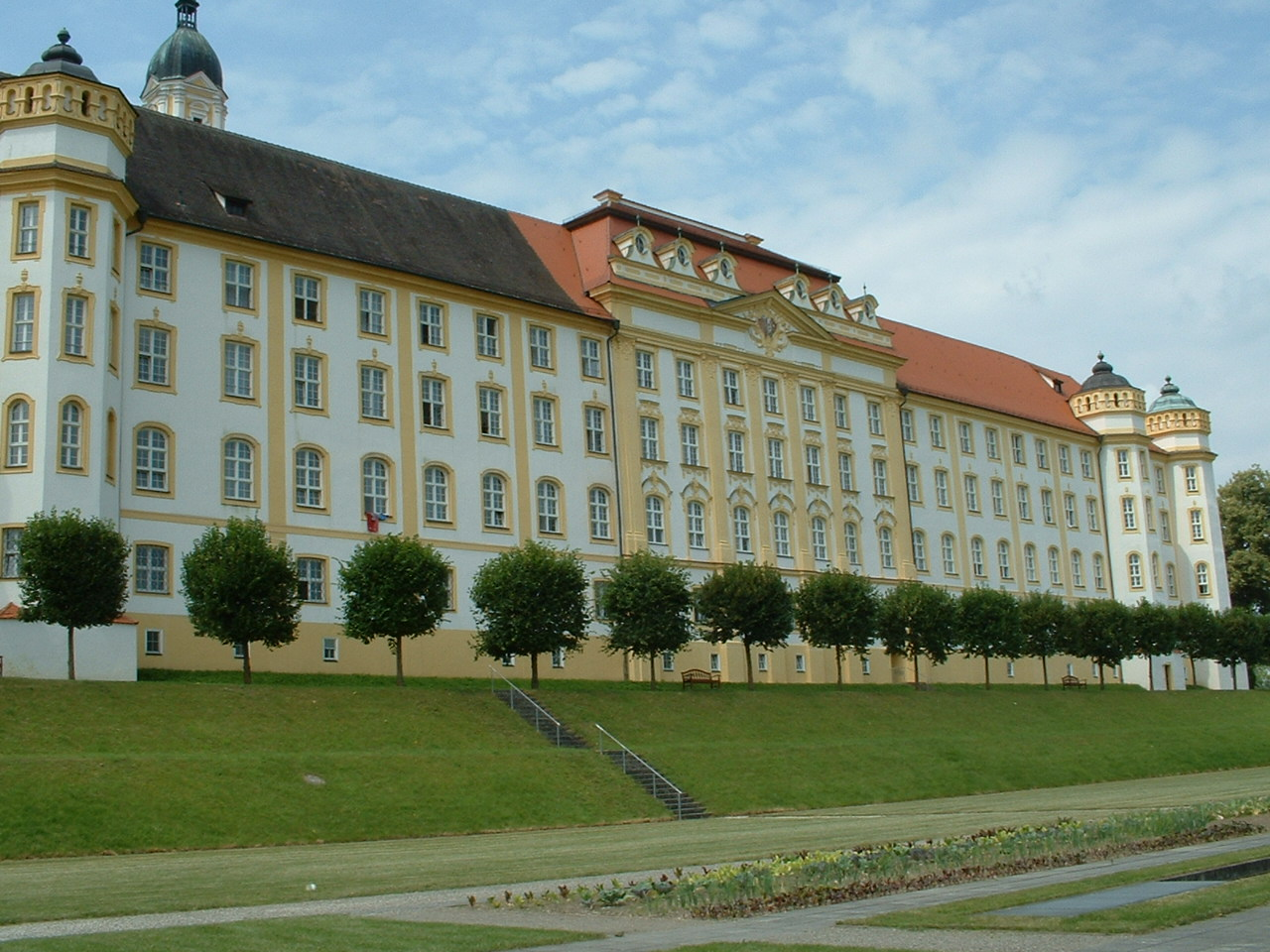
Основной корпус бывшего аббатства

В документе от 13 октября 1397 года король Вацлав IV подтвердил право аббатства на свободные выборы главы, с чем согласился и город Ульм. Таким образом, монастырь оказался подчинён только императору, то есть стал имперским аббатством. При аббате Михаэле Ризеле, занимавшем данный пост с 1434 по 1468 год, была перестроена (увеличена) монастырская колокольня, получившая большие колокола. Рядом была построена готическая часовня, посвящённая основателю ордена Бенедикту Нурсийскому, а «ветхая» кладбищенская часовня Святого Вита, в которой были похоронены основатели монастыря, была восстановлена практически с нуля. В течение срока полномочий четвёртого настоятеля — Йоханнеса Кнуса — монастырь стал жертвой эпидемии чумы, добравшейся до Верхней Швабии в 1470 году. В 1495 году монастырь стал свободным императорским аббатством, а 29 мая титульный епископ Даниэль Зехендер освятил новую готическую монастырскую церковь с пятнадцатью алтарями, главный из которых был создан Йоргом Сюрлином из Ульма в период с 1496 по 1499 год.

### Крестьянская и Тридцатилетняя войны. Секуляризация
В 1502 году, в период Крестьянской войны в Германии, местному аббату удалось заключить с договор «об улучшении условий» с окрестными крестьянами: данный договор, возможно, стал причиной того, что война не принесла особых разорений монастырю; условия соглашения были отменены в 1525 году, после поражения восставших. Реформация существенно отразилась на жизни монастыря: после того как город Ульм выдвинул две роты в сторону Оксенхаузена, мессы по римскому обряду были запрещены, а в 1547 году аббат Оксенхаузена бежал в Аугсбург. В течение срока полномочий аббата Урбана Майера им «были подписаны смертные приговоры пожилым женщинам, которые считались ведьмами». С 1615 по 1618 год было построено новое здание монастыря.

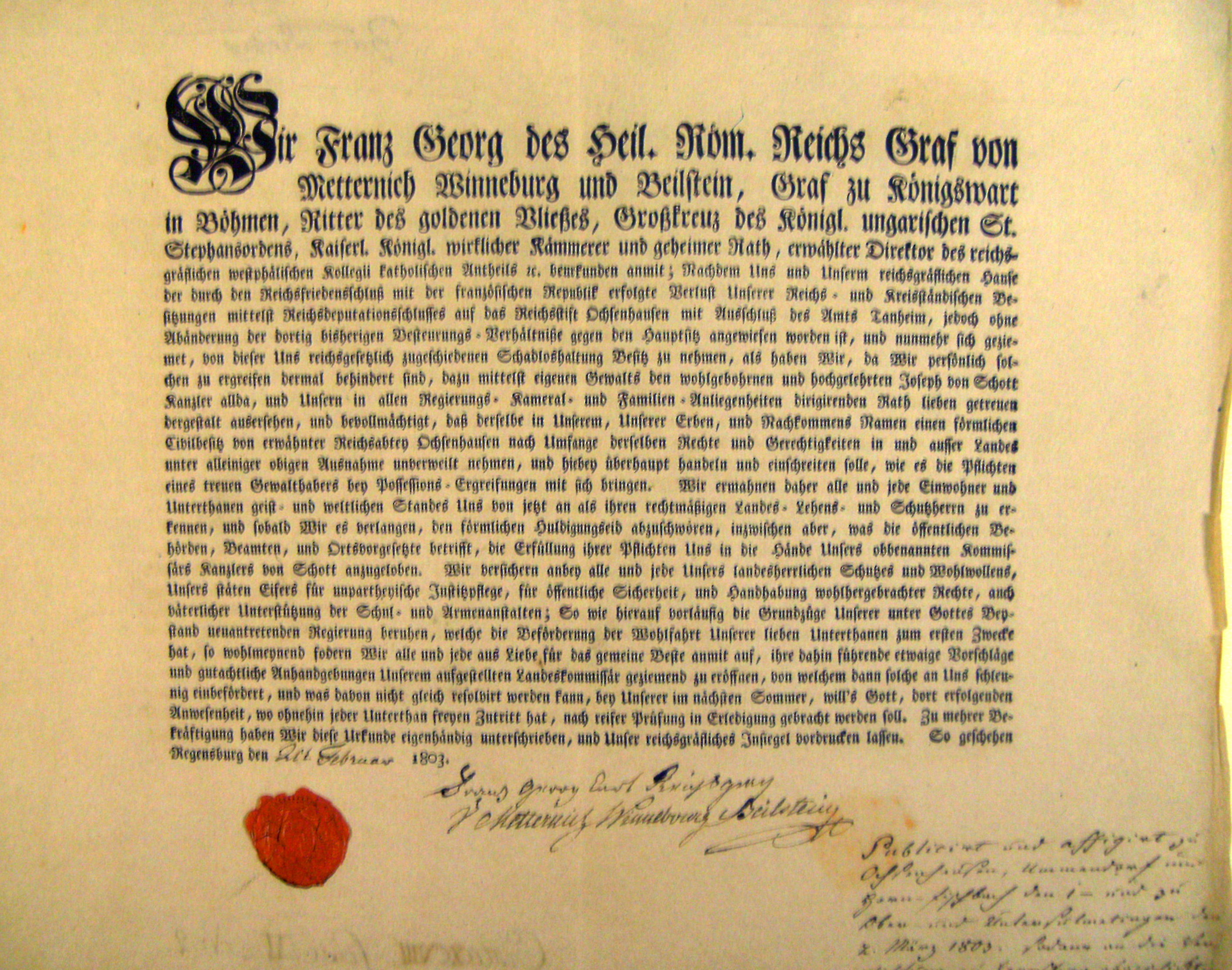
Акт о секуляризации

Во время Тридцатилетней войны, 22 июня 1632 года, шведские солдаты разграбили монастырь, но вскоре он был восстановлен, а в конце века — перестроен в стиле барокко. К 1725 году в главной сокровищнице аббатства хранилось 100 000 гульденов: он занимал территорию в 255 квадратных километров, на которой проживало 8665 человек — являлся вторым по богатству и влиянию бенедиктинским аббатством в Верхней Швабии, после аббатство Вайнгартен. В 1796 году французские революционные войска впервые заняли территорию монастыря, конфисковав деньги и запасы вина. В рамках последующей секуляризации от 1803 года монастырская территория на три года стала светским княжеством; в 1806 году бывший имперский монастырь стал частью в Вюртембергского королевства. После этого аббатство, окончательно распущенное в 1807 год, было заброшено.

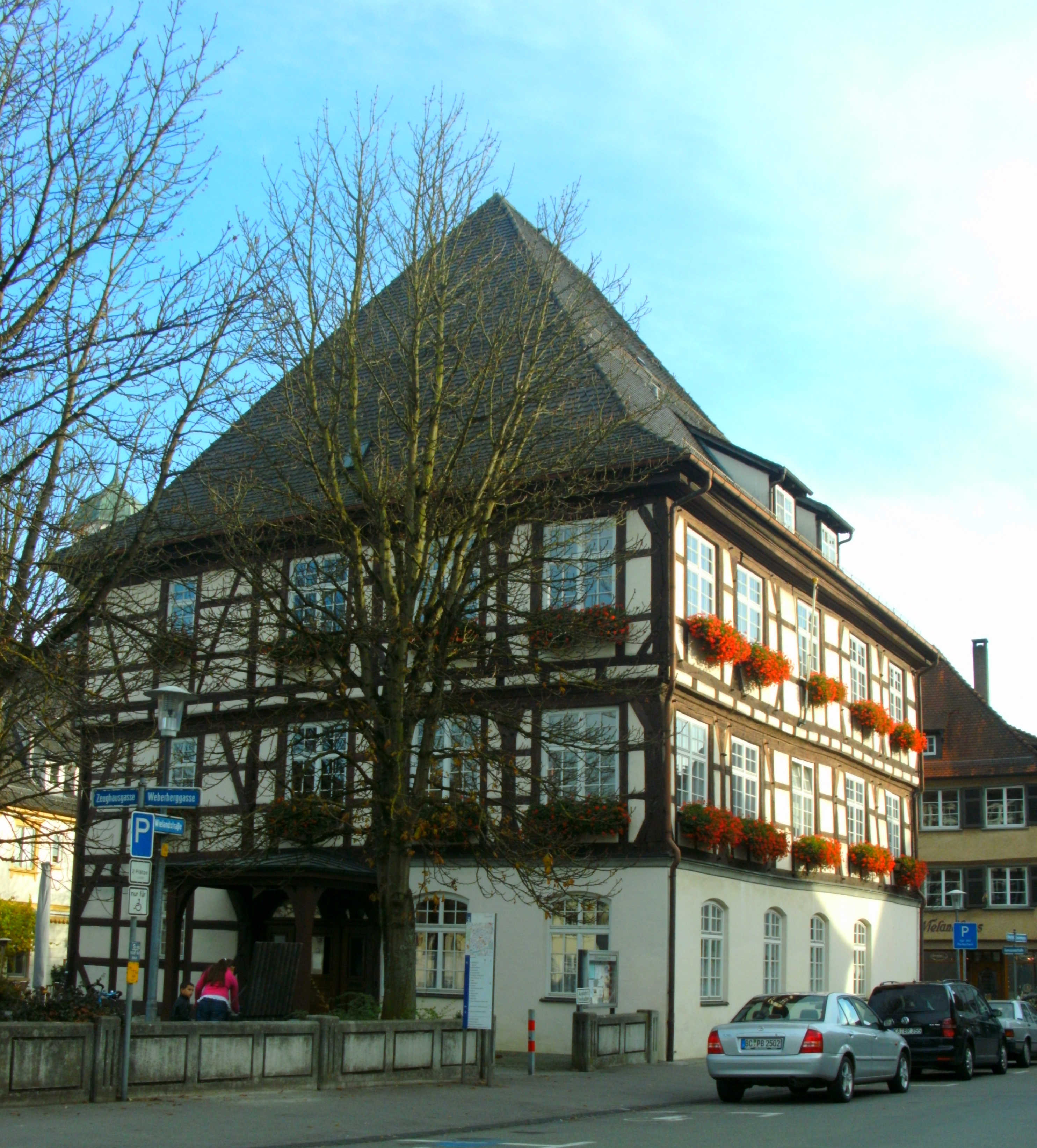
Монастырский двор в Биберахе

Уже после Второй мировой войны, в период с 1964 по 1992 год, состоялась реконструкция монастырского комплекса, стоившая 28 миллионов немецких марок и проводившаяся за счёт федеральной земли Баден-Вюртемберг; над реконструкцией было задействовано 800 специалистов. Сегодня в бывших монастырских стенах размещается Академия музыкальной молодёжи Баден-Вюртемберга (нем. Landesakademie für die musizierende Jugend in Baden-Württemberg); здание также используется гимназией Оксенхаузена. Многие здания монастыря открыты для свободного посещения, а монастырский музей в южном крыле повествует о 700-летней истории местного монашества. Помимо основного комплекса зданий рядом с Оксенхаузеном, монастырские постройки можно найти во многих городах и деревнях региона.